# HD 157617
HD 157617，又名BD+08 3405，SAO 122346、HR 6476，是一颗恒星，视星等为5.77，位于銀經31，銀緯23.44，其B1900.0坐标为赤經17h 19m 10.8s，赤緯+8° 23.44′ 44″。